# Li Lanjuan
Pour les articles homonymes, voir Li.
Dans ce nom chinois, le nom de famille, Li, précède le nom personnel.
Li Lanjuan (李兰娟), également romanisé sous le nom de Lan-Juan Li, née le 13 septembre 1947, est une épidémiologiste et hépatologue chinoise. 
Elle est professeur à l'école de médecine de l'université de Zhejiang, académicienne de l'Académie chinoise d'ingénierie, et dirige le Laboratoire d'État clé pour le diagnostic et le traitement des maladies infectieuses. Elle a développé Li-NBAL, un système de soutien artificiel du foie utilisé pour soutenir la vie des personnes souffrant d'insuffisance hépatique aiguë, et a remporté de nombreux prix nationaux pour ses rôles dans la lutte contre les épidémies de SRAS, H1N1 et H7N9.

## Biographie
Li Lanjuan naît le 13 septembre 1947 dans une famille de paysans pauvres à Shaoxing, dans la province de Zhejiang et excelle dans ses études. 

## Carrière
Après avoir obtenu son diplôme en 1973, Li est affectée au département des maladies infectieuses du First Affiliated Hospital of Zhejiang University [ zh ], commençant sa carrière en épidémiologie. L'insuffisance hépatique aiguë causée par l'hépatite B était très courante en Chine. En 1986, Li et son équipe ont développé un système de soutien du foie artificiel (ALSS), également appelé foie artificiel non biologique (non-biological artificial liver, NBAL), pour détoxifier les personnes touchées et maintenir leur vie jusqu'à ce que le foie se régénère ou qu'un foie de donneur devienne disponible pour la transplantation. Le système, maintenant connu sous le nom de Li-NBAL,  a considérablement amélioré les taux de survie des personnes atteintes d'hépatite chronique sévère. Au lieu de breveter l'invention, elle a diffusé la technologie gratuitement dans plus de 300 hôpitaux de toute la Chine. 

### SRAS
Lors de l'épidémie de SRAS de 2003, Li a dirigé l'effort de prévention de la maladie dans le Zhejiang et a contrôlé la propagation de la maladie dans la province. Lors de l'épidémie de grippe aviaire de 2013 dans le delta du Yangtsé, l'équipe de Li a isolé la souche H7N9 comme agent pathogène et a prouvé que la souche provenait des marchés de volailles vivantes. Ses recherches ont incité le gouvernement à fermer tous les marchés de volailles vivantes, empêchant la propagation de la maladie au reste de la Chine. Pour ses contributions, elle a reçu un prix spécial du State Science and Technology Prizes (en) en 2017.

### COVID-19
Pendant la pandémie de COVID-19, Li est l'un des chercheurs qui a proposé de verrouiller le centre de Wuhan (connue sous le nom de mesures de prévention et de contrôle de catégorie A). La proposition de verrouillage est adoptée par le gouvernement chinois et le verrouillage de Wuhan est mis en œuvre à 14 h le 23 janvier 2020 (avant le réveillon du Nouvel An chinois 2020). Le 1er février, elle part pour Wuhan avec une équipe de travailleurs médicaux de Hangzhou pour aider à lutter contre l'épidémie,. Le 20 avril 2020, Stephen Chen du South China Morning Post rend compte des recherches menées par Li et son équipe de l'Université du Zhejiang, identifiant plus de trente souches du virus SARS-CoV-2, et que certaines des souches les plus agressives ont généré 270 fois plus de charge virale que les versions les plus douces. Ils ont découvert que les souches agressives sont liées à des épidémies en Europe et dans l'État de New York, alors que les souches les moins agressives sont trouvées dans les États de Washington et de Californie.

## Vie privée
Li est mariée à Zheng Shusen, expert en transplantation hépatique et également académicien de l'Académie chinoise d'ingénierie,. Ils ont un fils nommé Zheng Jie (郑杰).